# Roger de Pont l’Évêque

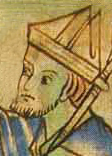
Roger de Pont l’Évêque. Buchillustration aus dem 13. Jahrhundert

Roger de Pont l’Évêque (* um 1115; † 22. oder 26. November 1181) war ein anglonormannischer Geistlicher. Ab 1154 war er Erzbischof von York.

## Herkunft und Ausbildung
Die Herkunft von Roger de Pont l’Évêque ist ungeklärt. Er stammte aus der Normandie, doch von seiner Familie ist nur sein Neffe Geoffrey bekannt, den er als Erzbischof zum Propst von Beverley und zum Archidiakon von York ernannte. Möglicherweise war er mit Theobald de Thierville verwandt, der Abt von Bec war und später Erzbischof von Canterbury wurde. Pont l’Évêque, der mutmaßliche Geburtsort von Roger, liegt 50 km westlich von Thierville, und Roger wird erstmals 1139 als Schreiber im Haushalt von Erzbischof Theobald erwähnt. Anscheinend hatte er eine exzellente Ausbildung erhalten, denn er beherrschte gut Latein und erwies sich als überzeugender Redner. Dazu hatte er umfassende juristische Kenntnisse, die er möglicherweise an einer Schule im französischen Auxerre erworben hatte. Allerdings sind von Roger keine Schriften bekannt. Zwar verband ihn mit Master Vacarius, einem Lehrer aus Bologna, der mit Liber Pauperum ein Lehrbuch des römischen Rechts verfasste, eine langwährende Freundschaft, doch von Roger selbst sind keine Schriften bekannt. Die Freundschaft mit Vacarius rührte wohl aus einer gemeinsamen Schulzeit her. Um 1145 wechselte Vacarius in den Dienst von Erzbischof Theobald, wo bereits Roger lebte, und später begleitete er ihn nach York. 

## Aufstieg als Geistlicher

### Aufstieg im Haushalt von Theobald von Canterbury
Als begabter und ehrgeiziger junger Geistlicher stieg Roger im Haushalt von Erzbischof Theobald rasch auf. Zu dieser Zeit gehörten dem Haushalt noch mehrere weitere junge Geistliche an. Als der jüngere Thomas Becket in den Haushalts des Erzbischofs kam, hänselte Roger zunächst den unbeholfenen Becket, doch bald freundete er sich mit ihm an. Auch mit dem jungen John of Canterbury verband Roger eine enge Freundschaft. Roger, John und Becket sollen dabei vereinbart haben, sich später als Geistliche gegenseitig zu fördern. 
Bei Erzbischof Theobald stand Roger in hoher Gunst. Nachdem Theobald seinen Bruder Walter, den bisherigen Archidiakon von Canterbury, zum Bischof von Rochester ernannt hatte, vergab er Anfang 1148 das Amt des Archidiakons an Roger. Durch dieses einträgliche Amt erhielt dieser jährliche Einkünfte von mindestens £ 100. Im März 1148 nahm der Erzbischof Roger und Becket mit nach Frankreich, wo er entgegen dem Verbot von König Stephan von Blois am Konzil zu Reims teilnahm. In den nächsten Jahren diente Roger als Offizial des Erzbischofs, für den er zahlreiche Urkunden bezeugte.

### Der Skandal von Winchester
Vermutlich bereits als Archidiakon entwickelte Roger seine Habgier, für die er später berüchtigt war, und nur die Fürsprache von Bischof Walter von Rochester, dem Bruder des Erzbischofs, bewahrte ihn vor der Entlassung.  Vermutlich 1152 wurde er dazu eines Verbrechens beschuldigt. Noch 1172 erinnerte ein namentlich nicht genau genannter Vertrauter des ermordeten Thomas Becket, vermutlich Johannes von Salisbury, Erzbischof Wilhelm von Blois an einen Skandal, der sich bei einem Besuch Rogers bei Bischof Heinrich von Winchester, einem Onkel von Wilhelm, zugetragen hatte. Während dieser Zeit sei Wilhelm von Blois zu Besuch gewesen. Dabei soll Roger einen Jungen namens Walter sexuell missbraucht haben. Als Walter später von diesem Vorfall berichtete, soll er von Roger geblendet worden sein. Als Walter dieses Verbrechen öffentlich machen wollte, ließ Roger ihn durch von ihm abhängige weltliche Richter verurteilen und durch Hängen hinrichten. Einer Bestrafung für dieses ungeheure Verbrechen soll Roger nur entgangen sein, weil Rogers Freund Becket John de Pageham, Bischof von Worcester und Hilary, Bischof von Chichester dazu brachte, sich bei Erzbischof Theobald zugunsten von Roger einzusetzen. Erzbischof Theobald nahm in der Abgeschiedenheit des Kapitelhauses der Kathedrale von Canterbury Rogers Entschuldigung an, legte ihm jedoch als Buße eine Pilgerfahrt nach Rom auf. In Rom erhielt Roger von Papst Eugen III. die Absolution, nachdem sich Abt Gilbert Foliot von Gloucester in einem Brief an den Papst noch zugunsten von Roger eingesetzt hat.

## Erzbischof von York

### Wahl zum Erzbischof
Erzbischof Theobald nutzte 1154 sein Amt als päpstlicher Legat, um das Kathedralkapitel von York zu bewegen, Roger als neuen Erzbischof zu wählen. Dabei wurde Theobald von Robert de Gant, dem Dekan des Kathedralkapitels, und von Osbert de Bayeux, dem Archidiakon von York, unterstützt. In Anwesenheit von acht weiteren Bischöfen wurde Roger am 10. Oktober 1154 von Theobald in Westminster Abbey zum Bischof geweiht. Dabei soll er es unterlassen haben, Roger das Gehorsamversprechen abzunehmen. Anschließend reiste Roger zu Papst Anastasius IV., von dem er das Pallium erhielt. Bereits am 19. Dezember war Roger wieder in London und nahm an der Krönung von Heinrich II. durch Erzbischof Theobald teil. Als Erzbischof von York gab Roger seine bisherigen geistlichen Ämter auf. Zu Rogers Nachfolger als Archidiakon von Canterbury ernannte Erzbischof Theobald Thomas Becket, dem Roger auch das einträgliche Amt des Propstes von Beverley verschaffte. Seinen anderen Freund John of Canterbury machte Roger zum Schatzmeister von York sowie zum Archidiakon von East Riding of Yorkshire. 1155 konnte Erzbischof Theobald den König bewegen, Becket zum königlichen Kanzler zu ernennen. So glaubte er, nicht nur seine Vertrauten zu belohnen, sondern auch die Stellung des Erzbistums Canterbury zu sichern.
Roger hatte als Erzbischof von York zunächst eine schwierige Position. York Minster war 1137 durch einen Brand schwer beschädigt worden. Seine beiden Vorgänger als Erzbischof, William Fitzherbert und Henry Murdac hatten sich heftig, teils sogar gewaltsam befehdet. Archidiakon Osbert stand im Verdacht, Bischof William Fitzherbert ermordet zu haben, und letztlich beanspruchten die Erzbischöfe von York die geistliche Oberhoheit über die schottischen Diözesen, so dass sie letztlich beanspruchten, mit den Erzbischöfen von Canterbury gleichrangig zu sein. Roger agierte deshalb in seinem neuen Amt zunächst vorsichtig und konnte so sein gutes Verhältnis zu Erzbischof Theobald bewahren. Als es nach 1159 über die Papstwahl zu einem Schisma kam, unterstützte er energisch Alexander III.

### Verhältnis als Erzbischof zu Thomas Becket

#### Streit um die Vormachtstellung
Nach dem Tod von Erzbischof Theobald wurde 1162 Thomas Becket neuer Erzbischof von Canterbury. Während der Vakanz nach dem Tod von Theobald war Roger der ranghöchste englische Bischof gewesen. Während dieser Zeit konnte er eine Reihe von Privilegien beanspruchen, und nach der Wahl von Becket beanspruchte er das Recht, Becket zum Bischof zu weihen. Dieser Anspruch wurde jedoch von den Bischöfen der Kirchenprovinz Canterbury erfolgreich zurückgewiesen, da Roger bislang den Erzbischöfen von Canterbury keinen Gehorsam gelobt hatte. In der Folge verstärkte Roger seine Versuche, seine beanspruchten Privilegien zu behaupten. Roger beanspruchte sogar gegenüber Becket den Vorrang, da er früher als dieser zum Erzbischof erhoben worden war. Deshalb beanspruchte er das Recht, dass ihm in ganz England und auch in Schottland ein Kreuz vorangetragen werden durfte. Als sich König Heinrich II. und sein früherer Freund Becket ab 1163 zerstritten, unterstützte der König nun Rogers Anspruch auf den Vorrang gegenüber Becket, womit Roger Oberhaupt der englischen Kirche wäre. Angesichts des Widerstands dagegen ließ der König diese Idee jedoch rasch wieder fallen. Zwar vertrat Roger 1163 ausführlich seinen Anspruch als Primas auf dem Konzil von Tours, doch Papst Alexander III. erkannte seine Ansprüche nie an. Stattdessen war der Papst darauf bedacht, dass keiner der beiden englischen Erzbischöfe einen Vorrang beanspruchen konnte. Deshalb erteilte er ihnen Privilegien fast nie unwiderruflich und nur mit Einschränkungen, und seine Anordnungen beschränkte er immer auf die jeweilige Kirchenprovinz. Dennoch erstreckte sich der Konflikt um die Vorrangstellung der beiden Erzbischöfe über mehrere Jahre. Sowohl Roger wie auch Becket wandten sich wiederholt an die Kurie. Letztlich wurden sie etwa gleichrangig beurteilt, was für Roger einen kleinen Erfolg bedeutete, da bislang Beckets Vorgänger als Erzbischöfe von Canterbury einen Vorrang gegenüber den Erzbischöfen von York besessen hatten. 

#### Haltung zu Beginn des Konflikts zwischen dem König und Becket
Während des Streits zwischen dem König und Erzbischof Becket nahm Roger im Oktober 1163 an der königlichen Ratsversammlung in Westminster, im Januar 1164 an der von Clarendon und im Oktober 1164 an der von Northampton teil. Zu Beginn des Streits unterstützte er noch vorsichtig Beckets Haltung im Streit, ob kirchliche oder königliche Gerichte über weltliche Verfehlungen von Geistlichen urteilen dürfen. Nach der Ratsversammlung von Clarendon unterstützte Roger aber nicht mehr seinen alten Freund. Neben den Bischöfen Gilbert Foliot von London und Hilary von Chichester stand er nun offen auf der Seite des Königs. Nachdem Becket im Oktober 1164 nach Frankreich geflüchtet war, gehörte Roger im Dezember 1164 zusammen mit vier weiteren Bischöfen und einigen Baronen zur königlichen Gesandtschaft, die mit dem französischen König Ludwig VII. und anschließend mit dem Papst im französischen Sens Verhandlungen führte. Am Papsthof setzte sich Roger nach den Vorträgen der Bischöfe Gilbert Foliot von London und Hilary von Chichester kurz und nüchtern zugunsten der Haltung des Königs ein.

#### Rolle bei der Ermordung Beckets
Danach äußerte sich Roger nur noch selten zum Streit zwischen Becket und dem König. Als jedoch 1170 ein Ausgleich zwischen Becket und dem König erreicht worden war, war es die Krönung des jungen Königsohns Heinrich zum Mitkönig durch Roger am 14. Juni 1170, die den Streit erneut offen ausbrechen ließ. An der Zeremonie waren mindestens zehn weitere Bischöfe aus England und der Normandie beteiligt, wobei Roger die führende Rolle hatte und vermutlich  Anweisungen des Papstes, der die Krönung verhindern wollte, ignorierte. Mit der Krönung hatte er Beckets Stolz zutiefst verletzt, da dieser als Erzbischof von Canterbury traditionell das Recht zur Krönung der englischen Könige beanspruchte. Becket bat den Papst, die beteiligten Bischöfe bestrafen zu dürfen, schloss am 21. Juli 1170 in Fréteval einen Ausgleich mit Heinrich II. und verhängte dann Kirchenstrafen gegen die Bischöfe. Am 16. September 1170 suspendierte er Roger als Erzbischof. Die Nachricht hiervon erreichte Roger, noch bevor Becket selbst nach England zurückkehrte. Becket weigerte sich, die Suspension zurückzunehmen, da nach seiner Auffassung nur der Papst über eine Aufhebung der über den Erzbischof von York verhängten Strafe entscheiden konnte. Daraufhin brachte Roger die ähnlich betroffenen Bischöfe Gilbert Foliot von London und Jocelin von Salisbury dazu, zum Weihnachtshof des Königs nach Bur-le-Roi bei Bayeux zu reisen. Dort beschwerten sie sich erbittert über Becket. Den folgenden Wutausbruch des Königs deuteten einige Ritter des königlichen Gefolges als Aufforderung, Becket zu ermorden, was sie am 29. Dezember 1170 in die Tat umsetzten. Es gab später Gerüchte, dass Roger die vier Ritter, die den Mord begingen, finanziell unterstützt hätte. Erst am 13. Dezember 1171 hob der Papst in Aumale die Amtsenthebung von Roger auf. Zu seinen Fürsprechern, die seine Unschuld beeideten, gehörte sein Vertrauter Master Vacarius. Nach seiner Wiedereinsetzung als Erzbischof setzte sich Roger seinerseits beim Papst zugunsten der übrigen, noch mit Kirchenstrafen belegten Bischöfe ein, die er als Opfer von Becket bezeichnete.

### Weiteres Wirken als Erzbischof

#### Unterstützer des Königs
Auch nach dem Tod Beckets blieb Roger ein überzeugter Unterstützer des Königs. Als 1173 eine Rebellion gegen den König ausbrach, bot er anstelle der üblichen 20 Ritter, die das Erzbistum York stellen sollte, insgesamt 60 unter seinem Constable Ralph de Tilly auf, um die königliche Armee in Nordengland zu unterstützen. Diesem Aufgebot gelang es, im Juli 1174 den in Nordengland eingefallenen schottischen König Wilhelm I. bei Alnwick gefangen zu nehmen. In der Folge fielen die Burgen von Kirkby Malzeard, Roxburgh und Scarborough unter Rogers Verwaltung. Der schottische König musste sich vor seiner Freilassung dem englischen König unterwerfen, und in der Folge weitete Roger seine Hoheit über die schottischen Bischöfe aus.

#### Machtkampf mit Erzbischof Richard of Dover
Im Januar 1176 bestritt Richard of Dover, der neue Erzbischof von Canterbury, auf einer Ratsversammlung in Northampton die Stellung Rogers als Metropoliten für Schottland. Als Folge davon konnten weder Roger noch Richard ihren Anspruch auf die geistliche Oberhoheit in Schottland durchsetzen. Danach trat Roger nur noch einmal als päpstlicher Legat in Schottland in Erscheinung. Inzwischen versuchten König Heinrich II. und Papst Alexander III., die seit Mai 1172 eng zusammenarbeiteten, den unwürdigen Machtkampf zwischen den beiden englischen Erzbischöfen zu beenden. Am 6. Oktober 1174 beauftragte der Papst die beiden Bischöfe Jocelin of Salisbury und Hugh von Durham, die Rechte auf das Primat, auf das Recht des Vorantragen des Kreuzes und der anderen Streitpunkte zu klären. Im Mai 1175 weigerte sich Roger, an einer kirchlichen Ratsversammlung teilzunehmen, die Richard of Dover als Metropolit in Westminster einberufen hatte. Stattdessen sandte er Beamte, die überhöhte Ansprüche auf seinen Rang stellten. Ende Oktober 1175 traf der päpstliche Legat Hugo Pierleoni in England ein und machte einen erneuten Versuch, den Machtkampf zu beenden. Der Legat erreichte zunächst, dass beide Seiten ein Urteil von Rotrou de Beaumont, dem Erzbischof von Rouen und seiner Suffraganbischöfe in dem Streit anerkennen würden. Danach erreichte er, dass die beiden Erzbischöfe ihren Streit bis Michaelis 1176 ruhen lassen würden. Für März 1176 berief der Legate eine kirchliche Ratsversammlung in Westminster ein. Auf dieser soll Roger von Anhängern Richards, vor allem von Bischof Geoffrey Ridel von Ely, tätlich angegriffen, zu Boden geworden und getreten worden sein. Daraufhin verhängte der König am 15. August 1176 einen fünfjährigen Waffenstillstand zwischen den beiden Erzbischöfen, der eingehalten wurde. 

#### Wirken als Erzbischof von York
Roger gelang es, zu seinem mächtigen Suffraganbischof Hugh von Durham ein hervorragendes Verhältnis beizubehalten. Als guter Anwalt konnte er als beauftragter päpstlicher Richter Streitigkeiten zwischen diesem und Bischof Geoffrey von Lincoln, aber auch mit seinem eigenen Kathedralkapitel Streitigkeiten gütlich regeln. Als fähiger Verwalter häufte Roger ein gewaltiges Vermögen an. Angeblich besaß er bei seinem Tod £ 11.000 in Silber, £ 300 in Gold sowie eine große Menge Silberschmuck und anderen silbernen Gegenständen. Trotz dieses Reichtums war er aber auch gelegentlich  verschwenderisch. 1176 soll er 11.000 Mark gezahlt haben, damit sein Neffe Geoffrey Kanzler des jungen Mitkönigs Heinrich wurde. Er begann den Neubau des Chores und der Krypten von York Minster, für das er mehrere kostbare Kruzifixe und zahlreiche Reliquien stiftete, die teils angeblich aus Rom stammten. Angrenzend an das Minster errichtete er einen Palast, der über eine kostbar ausgestattete Kapelle verfügte. Dazu nahm er Umbauten an seinen weiteren Residenzen vor, vermachte der Kathedralschule von York eine jährliche Summe und stiftete £ 1000 für den Bau von Ripon Minster.

### Tod
Bereits im März 1177 war Roger ernstlich erkrankt gewesen. Dazu musste er den Tod seines Neffen verkraften, der im September 1177 bei einem Schiffsunglück ertrank. Roger nahm 1179 nicht am Dritten Laterankonzil teil. Kurz vor seinem Tod berief er im November 1181 zahlreiche der führenden Geistlichen seiner Diözese in eine seiner Residenzen, entweder Cawood oder das benachbarte Sherburn Manor bei Elmet. Dort verteilte er sein Vermögen zugunsten der Armen und Kranken. Bischof Hugh von Durham soll 300 Mark für die Bedürftigen in Durham erhalten haben, und die Erzbischöfe von Sens, Rouen und Canterbury erhielten je 500 Mark. Seine Beisetzung im neuen Chorraum von York Minster leitete Hugh von Durham. Der König ließ sofort, als er vom Tod Rogers erfuhr, seine beweglichen Habe und das Vermögen beschlagnahmen und erklärte Rogers Schenkungen für ungültig, da er sie schon todkrank gemacht hätte, doch wieweit er das Vermögen tatsächlich erhielt, ist nicht geklärt. Nach Rogers Tod blieb das Erzbistum York bis 1189 vakant. Erst kurz vor seinem Tod bestimmte König Heinrich II. seinen unehelichen Sohn Geoffrey zum neuen Erzbischof.

### Zeitgenössische Bewertung
Erzbischof Roger blieb eine umstrittene Figur, dem Habsucht und ein weltliches Leben vorgeworfen wurden. Der Chronist  William of Newburgh warf ihm vor, dass er Mönche und Kanoniker generell gehasst hatte. Stattdessen hätte er Kanonikerstellen an unwürdige und manchmal sogar noch an minderjährige Kandidaten vergeben. Nach Newburgh hätte Roger ein größeres Interesse an der finanziellen Ausbeutung seiner Güter gezeigt, anstatt dass er sich um das Seelenheil seiner ihm Anvertrauten gekümmert hätte. Roger von Hoveden befand jedoch, dass während seiner Amtszeit die Erzdiözese York 27 Jahre lang gut verwaltet wurde, und Thomas Stubbs befand im 14. Jahrhundert, dass Roger zur Ehre Gottes gewirkt und zur Ausschmückung der Kirche beigetragen hätte. 